# Zofia Wendorff
Zofia Wendorff (ur. 1906, zm. 1991) – polska specjalistka w zakresie metalurgii i metaloznawstwa, profesor Politechniki Łódzkiej.
W 1932 roku uzyskała dyplom na Wydziale Chemicznym Politechniki Warszawskiej w zakresie metalurgii i metaloznawstwa. Pracowała w Polskich Zakładach „Skoda” na Okęciu, a następnie w latach 1933–1939 jako starszy asystent w Katedrze Metalurgii i Metaloznawstwa Politechniki Warszawskiej. W czasie okupacji miejscem jej pracy była Państwowa Szkoła Metaloznawczo-Odlewnicza. W 1945 roku podjęła pracę w Politechnice Łódzkiej w Katedrze Metalurgii. Stopień doktora nauk uzyskała w 1951 roku, w 1958 została profesorem nadzwyczajnym, a w 1967 profesorem zwyczajnym.
Prowadziła wykłady z szeroko pojętego metaloznawstwa na trzech wydziałach Politechniki Łódzkiej: Mechanicznym, Włókienniczym i Budownictwa Lądowego. Jest autorką kilku skryptów i podręczników, które były wielokrotnie wznawiane. Stworzyła szkołę metaloznawców, w której wielu pracowników uzyskało stopnie doktorskie i habilitacyjne, a trzy osoby tytuły profesorskie.